# عمد (عمران)
عمد هي إحدى قرى الجمهورية اليمنية. تتبع جغرافيا لمحافظة عمران وإداريًا لمديرية عيال سريح. يبلغ تعداد سكانها 3519 نسمة حسب الإحصاء الذي أجري عام 2004.